# Longué-Jumelles
Longué-Jumelles és un municipi francès situat al departament de Maine i Loira i a la regió de País del Loira. L'any 2007 tenia 6.887 habitants.

## Demografia

### Població
El 2007 la població de fet de Longué-Jumelles era de 6.887 persones. Hi havia 2.832 famílies de les quals 799 eren unipersonals (334 homes vivint sols i 465 dones vivint soles), 1.017 parelles sense fills, 836 parelles amb fills i 180 famílies monoparentals amb fills.
La població ha evolucionat segons el següent gràfic:
Habitants censats

### Habitatges
El 2007 hi havia 3.167 habitatges, 2.875 eren l'habitatge principal de la família, 90 eren segones residències i 202 estaven desocupats. 2.746 eren cases i 412 eren apartaments. Dels 2.875 habitatges principals, 1.656 estaven ocupats pels seus propietaris, 1.183 estaven llogats i ocupats pels llogaters i 35 estaven cedits a títol gratuït; 113 tenien una cambra, 208 en tenien dues, 552 en tenien tres, 810 en tenien quatre i 1.192 en tenien cinc o més. 2.246 habitatges disposaven pel capbaix d'una plaça de pàrquing. A 1.358 habitatges hi havia un automòbil i a 1.150 n'hi havia dos o més.

### Piràmide de població
La piràmide de població per edats i sexe el 2009 era:
| Homes | Edats   | Dones |
| ----- | ------- | ----- |
| 4     | 95 o +  | 17    |
| 23    | 90 a 94 | 37    |
| 64    | 85 a 89 | 77    |
| 26    | 80 a 84 | 48    |
| 135   | 75 a 79 | 171   |
| 155   | 70 a 74 | 174   |
| 167   | 65 a 69 | 186   |
| 156   | 60 a 64 | 236   |
| 155   | 55 a 59 | 171   |
| 195   | 50 a 54 | 207   |
| 228   | 45 a 49 | 204   |
| 254   | 40 a 44 | 189   |
| 266   | 35 a 39 | 252   |
| 252   | 30 a 34 | 291   |
| 251   | 25 a 29 | 241   |
| 176   | 20 a 24 | 169   |
| 219   | 15 a 19 | 247   |
| 230   | 10 a 14 | 185   |
| 201   | 5 a 9   | 233   |
| 185   | 0 a 4   | 184   |

## Economia
El 2007 la població en edat de treballar era de 4.076 persones, 3.090 eren actives i 986 eren inactives. De les 3.090 persones actives 2.743 estaven ocupades (1.517 homes i 1.226 dones) i 348 estaven aturades (119 homes i 229 dones). De les 986 persones inactives 366 estaven jubilades, 300 estaven estudiant i 320 estaven classificades com a «altres inactius».

### Ingressos
El 2009 a Longué-Jumelles hi havia 2.896 unitats fiscals que integraven 6.950,5 persones, la mediana anual d'ingressos fiscals per persona era de 15.231 €.

### Activitats econòmiques
Dels 328 establiments que hi havia el 2007, 4 eren d'empreses extractives, 12 d'empreses alimentàries, 2 d'empreses de fabricació de material elèctric, 19 d'empreses de fabricació d'altres productes industrials, 58 d'empreses de construcció, 71 d'empreses de comerç i reparació d'automòbils, 13 d'empreses de transport, 22 d'empreses d'hostatgeria i restauració, 4 d'empreses d'informació i comunicació, 22 d'empreses financeres, 11 d'empreses immobiliàries, 38 d'empreses de serveis, 27 d'entitats de l'administració pública i 25 d'empreses classificades com a «altres activitats de serveis».
Dels 110 establiments de servei als particulars que hi havia el 2009, 1 era una oficina d'administració d'Hisenda pública, 1 gendarmeria, 1 oficina de correu, 7 oficines bancàries, 2 funeràries, 9 tallers de reparació d'automòbils i de material agrícola, 1 taller d'inspecció tècnica de vehicles, 3 autoescoles, 7 paletes, 17 guixaires pintors, 9 fusteries, 9 lampisteries, 4 electricistes, 2 empreses de construcció, 10 perruqueries, 3 veterinaris, 2 agències de treball temporal, 13 restaurants, 3 agències immobiliàries, 2 tintoreries i 4 salons de bellesa.
Dels 30 establiments comercials que hi havia el 2009, 1 era un hipermercat, 1 un supermercat, 1 una gran superfície de material de bricolatge, 1 una botiga de més de 120 m², 2 botiges de menys de 120 m², 6 fleques, 2 carnisseries, 4 llibreries, 6 botigues de roba, 1 una sabateria, 1 una botiga de material esportiu, 1 un drogueria, 1 una joieria i 2 floristeries.
L'any 2000 a Longué-Jumelles hi havia 158 explotacions agrícoles que ocupaven un total de 4.922 hectàrees.

## Equipaments sanitaris i escolars
El 2009 hi havia 1 hospital de tractaments de curta durada, 1 hospital de tractaments de mitja durada (seguiment i rehabilitació), 1 un hospital de tractaments de llarga durada, 3 farmàcies i 2 ambulàncies.
El 2009 hi havia 3 escoles maternals i 3 escoles elementals. Longué-Jumelles disposava de 2 col·legis d'educació secundària amb 972 alumnes.

## Poblacions més properes
El següent diagrama mostra les poblacions més properes.